# Élections départementales de 2021 dans le Pas-de-Calais
Les élections départementales dans le Pas-de-Calais ont lieu les 20 et 27 juin 2021.

## Contexte départemental

### Assemblée départementale sortante
Avant les élections, le conseil départemental du Pas-de-Calais est présidé par Jean-Claude Leroy (PS).
Il comprend 78 conseillers départementaux issus des 39 cantons du Pas-de-Calais.
| Président du conseil départemental   |       |       |      |                                    |
| Jean-Claude Leroy (PS)               |       |       |      |                                    |
| Parti                                | Sigle | Sigle | Élus | Groupes                            |
| Majorité (40 sièges)                 |       |       |      |                                    |
| Parti socialiste                     |       | PS    | 28   | Socialiste, républicain et citoyen |
| Divers gauche                        |       | DVG   | 4    | Socialiste, républicain et citoyen |
| Mouvement des citoyens               |       | MDC   | 2    | Socialiste, républicain et citoyen |
| Parti radical de gauche              |       | PRG   | 1    | Socialiste, républicain et citoyen |
| Divers gauche                        |       | DVG   | 1    | Socialiste, républicain et citoyen |
| Parti communiste français            |       | PCF   | 3    | Communiste et républicain          |
| Divers gauche                        |       | DVG   | 1    | Communiste et républicain          |
| Opposition (38 sièges)               |       |       |      |                                    |
| Divers droite                        |       | DVD   | 8    | Union Action 62                    |
| Les Républicains                     |       | LR    | 6    | Union Action 62                    |
| Union des démocrates et indépendants |       | UDI   | 1    | Union Action 62                    |
| Rassemblement national               |       | RN    | 9    | Rassemblement national             |
| Union des démocrates et indépendants |       | UDI   | 4    | Union centriste et indépendants    |
| Divers droite                        |       | DVD   | 3    | Union centriste et indépendants    |
| La République en marche              |       | LREM  | 2    | La République en marche            |
| Mouvement démocrate                  |       | MoDem | 1    | La République en marche            |
| Divers droite                        |       | DVD   | 1    | La République en marche            |
| Divers extrême-droite                |       | EXD   | 2    | Non-inscrits                       |
| Les Patriotes                        |       | LP    | 1    | Non-inscrits                       |

## Système électoral
Les élections ont lieu au scrutin majoritaire binominal à deux tours. Le système est paritaire : les candidatures sont présentées sous la forme d'un binôme composé d'une femme et d'un homme avec leurs suppléants (une femme et un homme également).
Pour être élu au premier tour, un binôme doit obtenir la majorité absolue des suffrages exprimés et un nombre de suffrages au moins égal à 25 % des électeurs inscrits. Si aucun binôme n'est élu au premier tour, seuls peuvent se présenter au second tour les binômes qui ont obtenu un nombre de suffrages au moins égal à 12,5 % des électeurs inscrits, sans possibilité pour les binômes de fusionner. Est élu au second tour le binôme qui obtient le plus grand nombre de voix.

## Résultats à l'échelle du département

### Résultats par nuances
| Binômes                  | Binômes                             | Binômes                  | Premier tour | Premier tour | Premier tour | Second tour | Second tour   | Second tour | Total | +/-           |  |
| Binômes                  | Binômes                             | Binômes                  | Voix         | %            | Sièges       | Voix        | %             | Sièges      | Total | +/-           |  |
| ------------------------ | ----------------------------------- | ------------------------ | ------------ | ------------ | ------------ | ----------- | ------------- | ----------- | ----- | ------------- |  |
|                          | Rassemblement national              | RN                       | 106 437      | 29,23        | 0            | 101 010     | 30,03         | 6           | 6     | 6             |  |
|                          | Divers gauche                       | DVG                      | 79 399       | 21,81        | 2            | 75 671      | 22,50         | 22          | 24    | 22            |  |
|                          | Divers droite                       | DVD                      | 41 779       | 11,47        | 0            | 48 077      | 14,29         | 14          | 14    | 8             |  |
|                          | Parti socialiste                    | SOC                      | 32 069       | 8,81         | 2            | 28 753      | 8,55          | 10          | 12    | 10            |  |
|                          | Union à gauche                      | UG                       | 24 895       | 6,84         | 0            | 24 607      | 7,32          | 8           | 8     | 4             |  |
|                          | Divers centre                       | DVC                      | 15 142       | 4,16         | 0            | 15 712      | 4,67          | 4           | 4     | Nv.           |  |
|                          | Écologistes                         | ECO                      | 11 588       | 3,18         | 0            | 3 313       | 0,99          | 0           | 0     | en stagnation |  |
|                          | Divers                              | DIV                      | 11 458       | 3,15         | 0            | 8 008       | 2,38          | 0           | 0     | en stagnation |  |
|                          | Union au centre et à droite         | UCD                      | 11 111       | 3,05         | 0            | 11 367      | 3,38          | 4           | 4     | Nv.           |  |
|                          | Parti communiste français           | COM                      | 10 740       | 2,95         | 0            | 12 682      | 3,77          | 4           | 4     | 4             |  |
|                          | Union du centre                     | UC                       | 4 240        | 1,16         | 0            | 7 137       | 2,12          | 2           | 2     | Nv.           |  |
|                          | Union à gauche avec des écologistes | UGE                      | 8 508        | 2,34         | 0            |             |               |             | 0     | Nv.           |  |
|                          | Les Républicains                    | LR                       | 4 740        | 1,30         | 0            | 0           | 2             |             |       |               |  |
|                          | La France insoumise                 | FI                       | 943          | 0,26         | 0            | 0           | 4             |             |       |               |  |
|                          | Droite souverainiste                | DSV                      | 804          | 0,22         | 0            | 0           | en stagnation |             |       |               |  |
|                          | Extrême gauche                      | EXG                      | 237          | 0,07         | 0            | 0           | Nv.           |             |       |               |  |
|                          |                                     |                          |              |              |              |             |               |             |       |               |  |
| Suffrages exprimés       | Suffrages exprimés                  | Suffrages exprimés       | 364 090      | 95,03        |              | 336 337     | 92,41         |             |       |               |  |
| Votes blancs             | Votes blancs                        | Votes blancs             | 11 804       | 3,08         | 17 457       | 4,80        |               |             |       |               |  |
| Votes nuls               | Votes nuls                          | Votes nuls               | 7 227        | 1,89         | 10 170       | 2,79        |               |             |       |               |  |
| Total                    | Total                               | Total                    | 383 121      | 100          | 4            | 363 964     | 100           | 74          | 78    | en stagnation |  |
| Abstentions              | Abstentions                         | Abstentions              | 705 594      | 64,81        |              | 677 115     | 65,04         |             |       |               |  |
| Inscrits / participation | Inscrits / participation            | Inscrits / participation | 1 088 715    | 35,19        | 1 041 079    | 34,96       |               |             |       |               |  |

### Assemblée départementale élue
| Président du conseil départemental   |       |       |      |                                    |
| Jean-Claude Leroy (PS)               |       |       |      |                                    |
| Parti                                | Sigle | Sigle | Élus | Groupes                            |
| Majorité (48 sièges)                 |       |       |      |                                    |
| Parti socialiste                     |       | PS    | 27   | Socialiste, républicain et citoyen |
| Divers gauche                        |       | DVG   | 9    | Socialiste, républicain et citoyen |
| Mouvement des citoyens               |       | MDC   | 2    | Socialiste, républicain et citoyen |
| Parti radical de gauche              |       | PRG   | 1    | Socialiste, républicain et citoyen |
| Parti communiste français            |       | PCF   | 8    | Communiste et républicain          |
| Divers gauche                        |       | DVG   | 1    | Communiste et républicain          |
| Opposition (30 sièges)               |       |       |      |                                    |
| Divers droite                        |       | DVD   | 8    | Union Action 62                    |
| Les Républicains                     |       | LR    | 6    | Union Action 62                    |
| Union des démocrates et indépendants |       | UDI   | 6    | Union Action 62                    |
| Divers centre                        |       | DVC   | 1    | Union Action 62                    |
| Rassemblement national               |       | RN    | 6    | Rassemblement national             |
| La République en marche              |       | LREM  | 2    | Démocrates                         |

### Élus par canton
Après les élections, la majorité sortante de gauche s’est retrouvée confortée, aux dépens du Rassemblement national qui perd la moitié de ses cantons et au profit du Parti communiste qui passe de quatre à neuf sièges. La droite perd de son côté les cantons de Bapaume, de Fruges, de Longuenesse et peut se contenter du gain de celui de Béthune.
| Canton                 | Conseiller Sortant           | Parti | Parti | Conseiller Élu               | Parti | Parti |
| ---------------------- | ---------------------------- | ----- | ----- | ---------------------------- | ----- | ----- |
| Aire-sur-la-Lys        | Jean-Claude Dissaux          |       | DVG   | Jean-Claude Dissaux          |       | DVG   |
| Aire-sur-la-Lys        | Florence Wozny               |       | DVG   | Florence Wozny               |       | DVG   |
| Arras-1                | Denise Bocquillet            |       | UDI   | Denise Bocquillet            |       | UDI   |
| Arras-1                | Daniel Damart                |       | DVD   | Michel Mathissart            |       | DVC   |
| Arras-2                | Emmanuelle Lapouille         |       | LR    | Emmanuelle Lapouille         |       | LR    |
| Arras-2                | Alexandre Malfait            |       | UDI   | Alexandre Malfait            |       | UDI   |
| Arras-3                | Maryse Cauwet                |       | PS    | Maryse Cauwet                |       | PS    |
| Arras-3                | Jean-Louis Cottigny          |       | PS    | Jean-Louis Cottigny          |       | PS    |
| Auchel                 | Ludovic Guyot                |       | PCF   | Ludovic Idziak               |       | DVG   |
| Auchel                 | Michèle Jacquet              |       | DVG   | Michèle Jacquet              |       | DVG   |
| Auxi-le-Château        | Florence Barbry              |       | DVD   | Aline Guilluy                |       | DVD   |
| Auxi-le-Château        | Étienne Perin                |       | DVD   | Étienne Perin                |       | DVD   |
| Avesnes-le-Comte       | Maryse Delassus              |       | LR    | Maryse Delassus              |       | LR    |
| Avesnes-le-Comte       | Michel Petit                 |       | LR    | Sébastien Henquenet          |       | DVD   |
| Avion                  | Audrey Dautriche             |       | PCF   | Audrey Dautriche-Desmarai    |       | PCF   |
| Avion                  | Jean-Marc Tellier            |       | PCF   | Jean-Marc Tellier            |       | PCF   |
| Bapaume                | Évelyne Dromart              |       | MoDem | Jean-Jacques Cottel          |       | PS    |
| Bapaume                | Michel Rousseau              |       | DVD   | Véronique Thiebaut           |       | PS    |
| Berck                  | Bruno Cousein                |       | LR    | Bruno Cousein                |       | LR    |
| Berck                  | Maryse Jumez                 |       | DVD   | Maryse Jumez                 |       | DVD   |
| Béthune                | Alain Delannoy               |       | PS    | Sylvie Meyfroidt Lefait      |       | UDI   |
| Béthune                | Nathalie Delbart             |       | MDC   | Jean-Pascal Scalone          |       | LR    |
| Beuvry                 | Raymond Gaquère              |       | PS    | Raymond Gaquere              |       | PS    |
| Beuvry                 | Emmanuelle Laveugle          |       | PS    | Emmanuelle Leveugle          |       | PS    |
| Boulogne-sur-Mer-1     | Claude Allan                 |       | PS    | Jean-Luc Dubaële             |       | DVG   |
| Boulogne-sur-Mer-1     | Mireille Hingrez-Céréda      |       | PS    | Mireille Hingrez-Céréda      |       | PS    |
| Boulogne-sur-Mer-2     | Jean-Claude Étienne          |       | PS    | Olivier Barbarin             |       | DVG   |
| Boulogne-sur-Mer-2     | Pascale Lebon                |       | PS    | Sandra Mille                 |       | DVG   |
| Brebières              | Pierre Georget               |       | PRG   | Pierre Georget               |       | PRG   |
| Brebières              | Bénédicte Messeanne-Grobelny |       | PS    | Bénédicte Messeanne-Grobelny |       | PS    |
| Bruay-la-Buissière     | Bernard Cailliau             |       | PS    | Ludovic Pajot                |       | RN    |
| Bruay-la-Buissière     | Isabelle Levent              |       | PS    | Marie-Line Plouviez          |       | RN    |
| Bully-les-Mines        | Nicole Gruson                |       | PS    | Anouck Breton                |       | PCF   |
| Bully-les-Mines        | Alain Lefebvre               |       | PS    | François Lemaire             |       | PS    |
| Calais-1               | Maïté Friscourt              |       | LR    | Maïté Friscourt              |       | LR    |
| Calais-1               | Michel Hamy                  |       | DVD   | Guy Heddebaux                |       | DVD   |
| Calais-2               | Caroline Matrat              |       | DVG   | Ludovic Loquet               |       | DVG   |
| Calais-2               | Marc Médine                  |       | DVG   | Caroline Matrat              |       | DVG   |
| Calais-3               | Stéphanie Guizelain          |       | UDI   | Stéphanie Guiselain          |       | UDI   |
| Calais-3               | Philippe Mignonnet           |       | DVD   | Philippe Mignonnet           |       | DVD   |
| Carvin                 | Daniel Maciejasz             |       | PS    | Daniel Maciejasz             |       | PS    |
| Carvin                 | Patricia Rousseau            |       | DVG   | Cécile Yosbergue             |       | PS    |
| Desvres                | Pascale Buret                |       | PS    | Brigitte Bourguignon         |       | LREM  |
| Desvres                | Aimé Herduin                 |       | PS    | Marc Sarpaux                 |       | LREM  |
| Douvrin                | Odette Duriez                |       | PS    | Alain de Carrion             |       | MDC   |
| Douvrin                | Frédéric Wallet              |       | PS    | Séverine Gosselin            |       | DVG   |
| Étaples                | Philippe Fait                |       | UDI   | Philippe Fait                |       | UDI   |
| Étaples                | Geneviève Margueritte        |       | UDI   | Geneviève Marguerite         |       | UDI   |
| Fruges                 | Jean-Marie Lubret            |       | DVD   | Alain Mequignon              |       | PS    |
| Fruges                 | Maïté Massart                |       | DVD   | Françoise Vasseur            |       | PS    |
| Harnes                 | Anthony Garenaux             |       | RN    | Valérie Cuvillier            |       | PCF   |
| Harnes                 | Guylaine Jacquart            |       | RN    | Philippe Duquesnoy           |       | PS    |
| Hénin-Beaumont-1       | Maryse Poulain               |       | RN    | Maryse Poulain               |       | RN    |
| Hénin-Beaumont-1       | François Vial                |       | RN    | François Vial                |       | RN    |
| Hénin-Beaumont-2       | Aurélia Beigneux             |       | RN    | Steeve Briois                |       | RN    |
| Hénin-Beaumont-2       | Christopher Szczurek         |       | RN    | Marine Le Pen                |       | RN    |
| Lens                   | Ariane Blomme                |       | EXD   | Fatima Ait Chikhebbih        |       | PS    |
| Lens                   | Hugues Sion                  |       | EXD   | Daniel Kruszka               |       | PS    |
| Liévin                 | Laurent Duporge              |       | PS    | Laurent Duporge              |       | PS    |
| Liévin                 | Évelyne Nachel               |       | MDC   | Evelyne Nachel               |       | MDC   |
| Lillers                | Jacques Delaire              |       | RN    | Carole Dubois                |       | PCF   |
| Lillers                | Karine Haverlant             |       | LP    | René Hocq                    |       | PCF   |
| Longuenesse            | Rachid Ben Amor              |       | DVD   | Delphine Duwicquet           |       | PS    |
| Longuenesse            | Laurence Delaval             |       | LREM  | Benoit Roussel               |       | DVG   |
| Lumbres                | Blandine Drain               |       | PS    | Blandine Drain               |       | PS    |
| Lumbres                | Jean-Claude Leroy            |       | PS    | Jean-Claude Leroy            |       | PS    |
| Marck                  | Nicole Chevalier             |       | DVD   | Nicole Chevalier             |       | DVD   |
| Marck                  | Frédéric Melchior            |       | DVD   | Frédéric Melchior            |       | DVD   |
| Nœux-les-Mines         | Michel Dagbert               |       | PS    | Michel Dagbert               |       | PS    |
| Nœux-les-Mines         | Karine Gauthier              |       | PS    | Karine Gauthier              |       | PS    |
| Outreau                | Annie Brunet                 |       | PS    | Sébastien Chochois           |       | PS    |
| Outreau                | Sébastien Chochois           |       | PS    | Brigitte Passebosc           |       | PCF   |
| Saint-Omer             | Bertrand Petit               |       | PS    | Bertrand Petit               |       | PS    |
| Saint-Omer             | Sophie Warot-Lemaire         |       | PS    | Sophie Warot-Lemaire         |       | PS    |
| Saint-Pol-sur-Ternoise | Claude Bachelet              |       | LR    | Claude Bachelet              |       | LR    |
| Saint-Pol-sur-Ternoise | Ginette Beugnet              |       | LREM  | Ingrid Gaillard              |       | DVD   |
| Wingles                | Daisy Duveau                 |       | RN    | André Kuchcinski             |       | PS    |
| Wingles                | Antoine Ibba                 |       | RN    | Laurence Louchaert           |       | PCF   |

## Résultats par canton
Les binômes sont présentés par ordre décroissant des résultats au premier tour. En cas de victoire au second tour du binôme arrivé en deuxième place au premier, ses résultats sont indiqués en gras.

### Canton d'Aire-sur-la-Lys
Conseillers sortants: Jean-Claude Dissaux (DVG) ; Florence Wozny (DVG)
| Candidats                | Candidats                | Partis                   | Nuance                   | Premier tour | Premier tour |
| Candidats                | Candidats                | Partis                   | Nuance                   | Voix         | %            |
| ------------------------ | ------------------------ | ------------------------ | ------------------------ | ------------ | ------------ |
|                          | Jean-Claude Dissaux      | DVG                      | DVG                      | 5 945        | 65,52        |
|                          | Florence Wozny           | DVG                      | DVG                      | 5 945        | 65,52        |
|                          | Jérôme Broutin           | RN                       | RN                       | 1 731        | 19,08        |
|                          | Évelyne Geronnez         | RN                       | RN                       | 1 731        | 19,08        |
|                          | Céline Lecat             | DVG                      | DVG                      | 1 398        | 15,41        |
|                          | Richard Noël             | DVG                      | DVG                      | 1 398        | 15,41        |
|                          |                          |                          |                          |              |              |
| Suffrages exprimés       | Suffrages exprimés       | Suffrages exprimés       | Suffrages exprimés       | 9 074        | 95,41        |
| Votes blancs             | Votes blancs             | Votes blancs             | Votes blancs             | 260          | 2,73         |
| Votes nuls               | Votes nuls               | Votes nuls               | Votes nuls               | 177          | 1,86         |
| Total                    | Total                    | Total                    | Total                    | 9 511        | 100          |
| Abstention               | Abstention               | Abstention               | Abstention               | 14 016       | 59,57        |
| Inscrits / participation | Inscrits / participation | Inscrits / participation | Inscrits / participation | 23 527       | 40,43        |

### Canton d'Arras-1
Conseillers sortants : Denise Bocquillet (UDI) ; Daniel Damart (DVC)
| Candidats                | Candidats                | Partis                   | Nuance                   | Premier tour | Premier tour | Second tour | Second tour |
| Candidats                | Candidats                | Partis                   | Nuance                   | Voix         | %            | Voix        | %           |
| ------------------------ | ------------------------ | ------------------------ | ------------------------ | ------------ | ------------ | ----------- | ----------- |
|                          | Denise Bocquillet        | UDI                      | DVC                      | 3 406        | 35,53        | 6 700       | 72,14       |
|                          | Michel Mathissart        | DVC                      | DVC                      | 3 406        | 35,53        | 6 700       | 72,14       |
|                          | Alban Heusèle            | RN                       | RN                       | 2 260        | 23,58        | 2 588       | 27,86       |
|                          | Aurélie Volff            | RN                       | RN                       | 2 260        | 23,58        | 2 588       | 27,86       |
|                          | Marc Lavogez             | G.s                      | UGE                      | 2 013        | 21,00        |             |             |
|                          | Martine Schaeffer        | EÉLV                     | UGE                      | 2 013        | 21,00        |             |             |
|                          | Siegried Jankowski       | SE                       | DIV                      | 1 457        | 15,20        |             |             |
|                          | Eric Lemoine             | SE                       | DIV                      | 1 457        | 15,20        |             |             |
|                          | Charles-Harris Dussaux   | LFI                      | UG                       | 449          | 4,68         |             |             |
|                          | Aurore Dutailly          | PCF                      | UG                       | 449          | 4,68         |             |             |
|                          |                          |                          |                          |              |              |             |             |
| Suffrages exprimés       | Suffrages exprimés       | Suffrages exprimés       | Suffrages exprimés       | 9 585        | 95,04        | 9 288       | 91,23       |
| Votes blancs             | Votes blancs             | Votes blancs             | Votes blancs             | 326          | 3,23         | 532         | 5,23        |
| Votes nuls               | Votes nuls               | Votes nuls               | Votes nuls               | 174          | 1,73         | 361         | 3,55        |
| Total                    | Total                    | Total                    | Total                    | 10 085       | 100          | 10 181      | 100         |
| Abstention               | Abstention               | Abstention               | Abstention               | 16 504       | 62,07        | 16 457      | 61,78       |
| Inscrits / participation | Inscrits / participation | Inscrits / participation | Inscrits / participation | 26 589       | 37,93        | 26 638      | 38,22       |

### Canton d'Arras-2
Conseillers sortants: Emmanuelle Lapouille (LR) ; Alexandre Malfait (UDI)
| Candidats                | Candidats                | Partis                   | Nuance                   | Premier tour | Premier tour | Second tour | Second tour |
| Candidats                | Candidats                | Partis                   | Nuance                   | Voix         | %            | Voix        | %           |
| ------------------------ | ------------------------ | ------------------------ | ------------------------ | ------------ | ------------ | ----------- | ----------- |
|                          | Emmanuelle Lapouille     | LR                       | UCD                      | 3 680        | 42,97        | 4 801       | 59,17       |
|                          | Alexandre Malfait        | UDI                      | UCD                      | 3 680        | 42,97        | 4 801       | 59,17       |
|                          | Grégory Bécue            | EÉLV                     | ECO                      | 2 787        | 32,54        | 3 313       | 40,83       |
|                          | Cendrine Carnel-Watin    | EÉLV                     | ECO                      | 2 787        | 32,54        | 3 313       | 40,83       |
|                          | Maxence Gamand           | RN                       | RN                       | 2 097        | 24,49        |             |             |
|                          | Marina Pot               | RN                       | RN                       | 2 097        | 24,49        |             |             |
|                          |                          |                          |                          |              |              |             |             |
| Suffrages exprimés       | Suffrages exprimés       | Suffrages exprimés       | Suffrages exprimés       | 8 564        | 94,63        | 8 114       | 90,36       |
| Votes blancs             | Votes blancs             | Votes blancs             | Votes blancs             | 300          | 3,31         | 528         | 5,88        |
| Votes nuls               | Votes nuls               | Votes nuls               | Votes nuls               | 186          | 2,06         | 338         | 3,76        |
| Total                    | Total                    | Total                    | Total                    | 9 050        | 100          | 8 980       | 100         |
| Abstention               | Abstention               | Abstention               | Abstention               | 15 721       | 63,47        | 15 761      | 63,70       |
| Inscrits / participation | Inscrits / participation | Inscrits / participation | Inscrits / participation | 24 771       | 36,53        | 24 741      | 36,30       |

### Canton d'Arras-3
Conseillers sortants: Maryse Cauwet (PS) ; Jean-Louis Cottigny (PS)
| Candidats                | Candidats                | Partis                   | Nuance                   | Premier tour | Premier tour | Second tour | Second tour |
| Candidats                | Candidats                | Partis                   | Nuance                   | Voix         | %            | Voix        | %           |
| ------------------------ | ------------------------ | ------------------------ | ------------------------ | ------------ | ------------ | ----------- | ----------- |
|                          | Maryse Cauwet            | PS                       | UG                       | 3 791        | 43,96        | 5 516       | 68,06       |
|                          | Jean-Louis Cottigny      | PS                       | UG                       | 3 791        | 43,96        | 5 516       | 68,06       |
|                          | Juliette Dhorne          | RN                       | RN                       | 2 282        | 26,46        | 2 589       | 31,94       |
|                          | Thierry Ducroux          | RN                       | RN                       | 2 282        | 26,46        | 2 589       | 31,94       |
|                          | Marie Pignon             | EÉLV                     | ECO                      | 2 014        | 23,36        |             |             |
|                          | Eric Venel               | EÉLV                     | ECO                      | 2 014        | 23,36        |             |             |
|                          | René Chevalier           | PCF                      | COM                      | 536          | 6,22         |             |             |
|                          | Corinne Deltombe         | LFI                      | COM                      | 536          | 6,22         |             |             |
|                          |                          |                          |                          |              |              |             |             |
| Suffrages exprimés       | Suffrages exprimés       | Suffrages exprimés       | Suffrages exprimés       | 8 623        | 36,00        | 8 105       | 33,87       |
| Votes blancs             | Votes blancs             | Votes blancs             | Votes blancs             | 403          | 1,68         | 709         | 2,96        |
| Votes nuls               | Votes nuls               | Votes nuls               | Votes nuls               | 202          | 0,84         | 421         | 1,76        |
| Total                    | Total                    | Total                    | Total                    | 9 228        | 100          | 9 235       | 100         |
| Abstention               | Abstention               | Abstention               | Abstention               | 14 725       | 61,47        | 14 695      | 61,41       |
| Inscrits / participation | Inscrits / participation | Inscrits / participation | Inscrits / participation | 23 953       | 38,53        | 23 930      | 38,59       |

### Canton d'Auchel
Conseillers sortants: Ludovic Guyot (PCF) ;Michèle Jacquet (DVG)
| Candidats                | Candidats                | Partis                   | Nuance                   | Premier tour | Premier tour | Second tour | Second tour |
| Candidats                | Candidats                | Partis                   | Nuance                   | Voix         | %            | Voix        | %           |
| ------------------------ | ------------------------ | ------------------------ | ------------------------ | ------------ | ------------ | ----------- | ----------- |
|                          | Ludovic Idziak           | DVG                      | DVG                      | 3 619        | 47,49        | 4 407       | 57,46       |
|                          | Michèle Jacquet          | DVG                      | DVG                      | 3 619        | 47,49        | 4 407       | 57,46       |
|                          | Thérèse Delassus         | RN                       | RN                       | 3 090        | 40,55        | 3 263       | 42,54       |
|                          | Jérôme Leroy             | RN                       | RN                       | 3 090        | 40,55        | 3 263       | 42,54       |
|                          | Florence Hostalier       | LR                       | UCD                      | 912          | 11,97        |             |             |
|                          | Thierry Pruvost          | DVD                      | UCD                      | 912          | 11,97        |             |             |
|                          |                          |                          |                          |              |              |             |             |
| Suffrages exprimés       | Suffrages exprimés       | Suffrages exprimés       | Suffrages exprimés       | 7 621        | 95,19        | 7 670       | 95,59       |
| Votes blancs             | Votes blancs             | Votes blancs             | Votes blancs             | 254          | 3,17         | 212         | 2,64        |
| Votes nuls               | Votes nuls               | Votes nuls               | Votes nuls               | 131          | 1,64         | 142         | 1,77        |
| Total                    | Total                    | Total                    | Total                    | 8 006        | 100          | 8 024       | 100         |
| Abstention               | Abstention               | Abstention               | Abstention               | 18 381       | 69,66        | 18 375      | 69,60       |
| Inscrits / participation | Inscrits / participation | Inscrits / participation | Inscrits / participation | 26 387       | 30,34        | 26 399      | 30,40       |

### Canton d'Auxi-le-Château
Conseillers sortants: Florence Barbry (DVD) ; Robert Therry (DVD)
| Candidats                | Candidats                | Partis                   | Nuance                   | Premier tour | Premier tour | Second tour | Second tour |
| Candidats                | Candidats                | Partis                   | Nuance                   | Voix         | %            | Voix        | %           |
| ------------------------ | ------------------------ | ------------------------ | ------------------------ | ------------ | ------------ | ----------- | ----------- |
|                          | Aline Guilluy            | DVD                      | DVD                      | 4 352        | 42,98        | 8 186       | 59,62       |
|                          | Étienne Perin            | DVD                      | DVD                      | 4 352        | 42,98        | 8 186       | 59,62       |
|                          | Valérie Delhomez         | DVG                      | DIV                      | 2 994        | 29,57        | 3 875       | 40,38       |
|                          | Daniel Melin             | DVG                      | DIV                      | 2 994        | 29,57        | 3 875       | 40,38       |
|                          | Jocia Charlet            | LAF                      | RN                       | 2 780        | 27,45        |             |             |
|                          | Joël Hoinville           | RN                       | RN                       | 2 780        | 27,45        |             |             |
|                          |                          |                          |                          |              |              |             |             |
| Suffrages exprimés       | Suffrages exprimés       | Suffrages exprimés       | Suffrages exprimés       | 10 126       | 92,33        | 12 061      | 89,16       |
| Votes blancs             | Votes blancs             | Votes blancs             | Votes blancs             | 532          | 4,85         | 875         | 7,13        |
| Votes nuls               | Votes nuls               | Votes nuls               | Votes nuls               | 309          | 2,82         | 395         | 3,71        |
| Total                    | Total                    | Total                    | Total                    | 10 967       | 100          | 13 331      | 100         |
| Abstention               | Abstention               | Abstention               | Abstention               | 15 416       | 58,43        | 16 931      | 58,74       |
| Inscrits / participation | Inscrits / participation | Inscrits / participation | Inscrits / participation | 26 383       | 41,57        | 30 262      | 41,26       |

### Canton d'Avesnes-le-Comte
Conseillers sortants: Maryse Delassus (LR) ; Michel Petit (LR)
| Candidats                | Candidats                    | Partis                   | Nuance                   | Premier tour | Premier tour | Second tour | Second tour |
| Candidats                | Candidats                    | Partis                   | Nuance                   | Voix         | %            | Voix        | %           |
| ------------------------ | ---------------------------- | ------------------------ | ------------------------ | ------------ | ------------ | ----------- | ----------- |
|                          | Maryse Delassus              | LR                       | DVD                      | 4 123        | 31,92        | 6 215       | 67,87       |
|                          | Sébastien Henquenet          | DVD                      | DVD                      | 4 123        | 31,92        | 6 215       | 67,87       |
|                          | Barbara Carpentier           | RN                       | RN                       | 3 209        | 24,84        | 2 763       | 32,13       |
|                          | Gil Mocquant                 | RN                       | RN                       | 3 209        | 24,84        | 2 763       | 32,13       |
|                          | Sébastien Bertout            | DVG                      | DVG                      | 2 640        | 20,44        |             |             |
|                          | Fabienne Kwiatkowski         | DVG                      | DVG                      | 2 640        | 20,44        |             |             |
|                          | Nicolas Capron               | SE                       | DIV                      | 1 549        | 11,99        |             |             |
|                          | Sabine Surelle               | SE                       | DIV                      | 1 549        | 11,99        |             |             |
|                          | Anne-Sophie Foreaux-Brossard | EÉLV                     | ECO                      | 1 396        | 10,81        |             |             |
|                          | Alexis Vin                   | EÉLV                     | ECO                      | 1 396        | 10,81        |             |             |
|                          |                              |                          |                          |              |              |             |             |
| Suffrages exprimés       | Suffrages exprimés           | Suffrages exprimés       | Suffrages exprimés       | 12 917       | 94,70        | 8 978       | 90,47       |
| Votes blancs             | Votes blancs                 | Votes blancs             | Votes blancs             | 440          | 3,23         | 192         | 6,56        |
| Votes nuls               | Votes nuls                   | Votes nuls               | Votes nuls               | 283          | 2,07         | 164         | 2,96        |
| Total                    | Total                        | Total                    | Total                    | 13 640       | 100          | 9 334       | 100         |
| Abstention               | Abstention                   | Abstention               | Abstention               | 16 619       | 54,92        | 18 617      | 55,95       |
| Inscrits / participation | Inscrits / participation     | Inscrits / participation | Inscrits / participation | 30 259       | 45,08        | 27 951      | 44,05       |

### Canton d'Avion
Conseillers sortants: Audrey Dautriche (PCF) ; Jean-Marc Tellier (PCF)
| Candidats                | Candidats                 | Partis                   | Nuance                   | Premier tour | Premier tour | Second tour | Second tour |
| Candidats                | Candidats                 | Partis                   | Nuance                   | Voix         | %            | Voix        | %           |
| ------------------------ | ------------------------- | ------------------------ | ------------------------ | ------------ | ------------ | ----------- | ----------- |
|                          | Audrey Dautriche-Desmarai | PCF                      | COM                      | 5 436        | 60,74        | 6 215       | 69,22       |
|                          | Jean-Marc Tellier         | PCF                      | COM                      | 5 436        | 60,74        | 6 215       | 69,22       |
|                          | Laurent Dassonville       | RN                       | RN                       | 2 630        | 29,39        | 2 763       | 30,78       |
|                          | Nathalie Pijanowski       | RN                       | RN                       | 2 630        | 29,39        | 2 763       | 30,78       |
|                          | Jérémy Ducatillon         | LR                       | LR                       | 611          | 6,83         |             |             |
|                          | Annie Flanquart           | LR                       | LR                       | 611          | 6,83         |             |             |
|                          | Abdellatif Ait El Asri    | UDMF                     | DIV                      | 273          | 3,05         |             |             |
|                          | Chaima Loucif             | UDMF                     | DIV                      | 273          | 3,05         |             |             |
|                          |                           |                          |                          |              |              |             |             |
| Suffrages exprimés       | Suffrages exprimés        | Suffrages exprimés       | Suffrages exprimés       | 8 950        | 96,28        | 8 978       | 96,19       |
| Votes blancs             | Votes blancs              | Votes blancs             | Votes blancs             | 198          | 2,13         | 192         | 2,06        |
| Votes nuls               | Votes nuls                | Votes nuls               | Votes nuls               | 148          | 1,59         | 164         | 1,76        |
| Total                    | Total                     | Total                    | Total                    | 9 296        | 100          | 9 334       | 100         |
| Abstention               | Abstention                | Abstention               | Abstention               | 18 653       | 66,74        | 18 617      | 66,61       |
| Inscrits / participation | Inscrits / participation  | Inscrits / participation | Inscrits / participation | 27 949       | 33,26        | 27 951      | 33,39       |

### Canton de Bapaume
Conseillers sortants: Évelyne Dromart (Modem) ; Michel Rousseau (DVD)
| Candidats                | Candidats                | Partis                   | Nuance                   | Premier tour | Premier tour | Second tour | Second tour |
| Candidats                | Candidats                | Partis                   | Nuance                   | Voix         | %            | Voix        | %           |
| ------------------------ | ------------------------ | ------------------------ | ------------------------ | ------------ | ------------ | ----------- | ----------- |
|                          | Jean-Jacques Cottel      | PS                       | SOC                      | 3 405        | 34,35        | 5 795       | 60,77       |
|                          | Véronique Thiébaut       | PS                       | SOC                      | 3 405        | 34,35        | 5 795       | 60,77       |
|                          | Marie-Annick Dupas       | RN                       | RN                       | 2 900        | 29,26        | 3 741       | 39,23       |
|                          | Guillaume Robart         | RN                       | RN                       | 2 900        | 29,26        | 3 741       | 39,23       |
|                          | Isabelle Manbon          | LR                       | DVD                      | 1 819        | 18,35        |             |             |
|                          | Alain Yux                | LR                       | DVD                      | 1 819        | 18,35        |             |             |
|                          | Evelyne Dromart          | MoDem                    | DVC                      | 1 788        | 18,04        |             |             |
|                          | Fabien Sellier           | DVG                      | DVC                      | 1 788        | 18,04        |             |             |
|                          |                          |                          |                          |              |              |             |             |
| Suffrages exprimés       | Suffrages exprimés       | Suffrages exprimés       | Suffrages exprimés       | 9 912        | 94,92        | 9 536       | 92,22       |
| Votes blancs             | Votes blancs             | Votes blancs             | Votes blancs             | 334          | 3,20         | 533         | 5,15        |
| Votes nuls               | Votes nuls               | Votes nuls               | Votes nuls               | 197          | 1,89         | 272         | 2,63        |
| Total                    | Total                    | Total                    | Total                    | 10 443       | 100          | 10 341      | 100         |
| Abstention               | Abstention               | Abstention               | Abstention               | 16 262       | 60,89        | 16 360      | 61,27       |
| Inscrits / participation | Inscrits / participation | Inscrits / participation | Inscrits / participation | 26 705       | 39,11        | 26 701      | 38,73       |

### Canton de Berck
Conseillers sortants: Bruno Cousein (LR) ; Maryse Jumez (DVD)
| Candidats                | Candidats                | Partis                   | Nuance                   | Premier tour | Premier tour | Second tour | Second tour |
| Candidats                | Candidats                | Partis                   | Nuance                   | Voix         | %            | Voix        | %           |
| ------------------------ | ------------------------ | ------------------------ | ------------------------ | ------------ | ------------ | ----------- | ----------- |
|                          | Bruno Cousein            | LR                       | DVD                      | 5 346        | 55,31        | 7 006       | 74,02       |
|                          | Maryse Jumez             | DVD                      | DVD                      | 5 346        | 55,31        | 7 006       | 74,02       |
|                          | Elise Filliette          | RN                       | RN                       | 2 300        | 23,80        | 2 459       | 25,98       |
|                          | Gilles Huet              | LAF                      | RN                       | 2 300        | 23,80        | 2 459       | 25,98       |
|                          | Françoise Duvieubourg    | PS                       | SOC                      | 2 019        | 20,89        |             |             |
|                          | Florent Filippi          | PS                       | SOC                      | 2 019        | 20,89        |             |             |
|                          |                          |                          |                          |              |              |             |             |
| Suffrages exprimés       | Suffrages exprimés       | Suffrages exprimés       | Suffrages exprimés       | 9 665        | 94,03        | 9 465       | 90,74       |
| Votes blancs             | Votes blancs             | Votes blancs             | Votes blancs             | 399          | 3,88         | 629         | 6,03        |
| Votes nuls               | Votes nuls               | Votes nuls               | Votes nuls               | 215          | 2,09         | 337         | 3,23        |
| Total                    | Total                    | Total                    | Total                    | 10 279       | 100          | 10 431      | 100         |
| Abstention               | Abstention               | Abstention               | Abstention               | 18 081       | 63,76        | 17 933      | 63,22       |
| Inscrits / participation | Inscrits / participation | Inscrits / participation | Inscrits / participation | 28 360       | 36,24        | 28 364      | 36,78       |

### Canton de Béthune
Conseillers sortants: Alain Delannoy (PS) ; Nathalie Delbart (MDC)
| Candidats                | Candidats                | Partis                   | Nuance                   | Premier tour | Premier tour | Second tour | Second tour |
| Candidats                | Candidats                | Partis                   | Nuance                   | Voix         | %            | Voix        | %           |
| ------------------------ | ------------------------ | ------------------------ | ------------------------ | ------------ | ------------ | ----------- | ----------- |
|                          | Sylvie Meyfroidt         | UDI                      | DVC                      | 3 874        | 40,56        | 6 281       | 67,71       |
|                          | Jean-Pascal Scalone      | LR                       | DVC                      | 3 874        | 40,56        | 6 281       | 67,71       |
|                          | Alexandre Maeseele       | RN                       | RN                       | 2 416        | 25,30        | 2 996       | 32,29       |
|                          | Sabine Fournier          | RN                       | RN                       | 2 416        | 25,30        | 2 996       | 32,29       |
|                          | Alain Delannoy           | PS                       | DVG                      | 2 224        | 23,29        |             |             |
|                          | Nathalie Delbart         | MDC                      | DVG                      | 2 224        | 23,29        |             |             |
|                          | Pierre Blanquart         | PCF                      | UG                       | 1 037        | 10,86        |             |             |
|                          | Virginie Capelle         | LFI                      | UG                       | 1 037        | 10,86        |             |             |
|                          |                          |                          |                          |              |              |             |             |
| Suffrages exprimés       | Suffrages exprimés       | Suffrages exprimés       | Suffrages exprimés       | 9 551        | 95,80        | 9 277       | 92,40       |
| Votes blancs             | Votes blancs             | Votes blancs             | Votes blancs             | 265          | 2,66         | 457         | 4,55        |
| Votes nuls               | Votes nuls               | Votes nuls               | Votes nuls               | 154          | 1,54         | 306         | 3,05        |
| Total                    | Total                    | Total                    | Total                    | 9 970        | 100          | 10 040      | 100         |
| Abstention               | Abstention               | Abstention               | Abstention               | 20 673       | 67,46        | 20 614      | 67,25       |
| Inscrits / participation | Inscrits / participation | Inscrits / participation | Inscrits / participation | 30 643       | 32,54        | 30 654      | 32,75       |

### Canton de Beuvry
Conseillers sortants: Raymond Gaquère (PS) ; Emmanuelle Leveugle (PS)
| Candidats                | Candidats                | Partis                   | Nuance                   | Premier tour | Premier tour | Second tour | Second tour |
| Candidats                | Candidats                | Partis                   | Nuance                   | Voix         | %            | Voix        | %           |
| ------------------------ | ------------------------ | ------------------------ | ------------------------ | ------------ | ------------ | ----------- | ----------- |
|                          | Raymond Gaquère          | PS                       | DVG                      | 3 803        | 34,84        | 7 382       | 68,55       |
|                          | Emmanuelle Leveugle      | PS                       | DVG                      | 3 803        | 34,84        | 7 382       | 68,55       |
|                          | Mickaël Duhaut           | RN                       | RN                       | 2 849        | 26,10        | 3 386       | 31,45       |
|                          | Myriane Houplain         | RN                       | RN                       | 2 849        | 26,10        | 3 386       | 31,45       |
|                          | Jean-Philippe Boonaert   | DVD                      | DVD                      | 2 403        | 22,02        |             |             |
|                          | Valérie Rifflart         | DVD                      | DVD                      | 2 403        | 22,02        |             |             |
|                          | Dorothée Morel           | DVC                      | DVC                      | 1 860        | 17,04        |             |             |
|                          | Jean-Claude Thorez       | DVC                      | DVC                      | 1 860        | 17,04        |             |             |
|                          |                          |                          |                          |              |              |             |             |
| Suffrages exprimés       | Suffrages exprimés       | Suffrages exprimés       | Suffrages exprimés       | 10 915       | 95,22        | 10 768      | 93,79       |
| Votes blancs             | Votes blancs             | Votes blancs             | Votes blancs             | 370          | 3,23         | 472         | 4,11        |
| Votes nuls               | Votes nuls               | Votes nuls               | Votes nuls               | 178          | 1,55         | 241         | 2,10        |
| Total                    | Total                    | Total                    | Total                    | 11 463       | 100          | 11 481      | 100         |
| Abstention               | Abstention               | Abstention               | Abstention               | 20 343       | 63,96        | 20 323      | 63,90       |
| Inscrits / participation | Inscrits / participation | Inscrits / participation | Inscrits / participation | 31 806       | 36,04        | 31 804      | 36,10       |

### Canton de Boulogne-sur-Mer-1
Conseillers sortants: Claude Allan (PS) ; Mireille Hingrez-Céréda (PS)
| Candidats                | Candidats                | Partis                   | Nuance                   | Premier tour | Premier tour | Second tour | Second tour |
| Candidats                | Candidats                | Partis                   | Nuance                   | Voix         | %            | Voix        | %           |
| ------------------------ | ------------------------ | ------------------------ | ------------------------ | ------------ | ------------ | ----------- | ----------- |
|                          | Jean-Luc Dubaele         | DVG                      | DVG                      | 3 516        | 48,59        | 4 958       | 70,82       |
|                          | Mireille Hingrez-Cereda  | PS                       | DVG                      | 3 516        | 48,59        | 4 958       | 70,82       |
|                          | Séverine Etcheverry      | RN                       | RN                       | 1 884        | 26,04        | 2 043       | 29,18       |
|                          | Serge Latour             | RN                       | RN                       | 1 884        | 26,04        | 2 043       | 29,18       |
|                          | Pierre Geneau            | EÉLV                     | UGE                      | 1 471        | 20,33        |             |             |
|                          | Catherine Papyle         | G.s                      | UGE                      | 1 471        | 20,33        |             |             |
|                          | Nancy Belart             | LFI                      | FI                       | 365          | 5,04         |             |             |
|                          | Alain Berthault          | LFI                      | FI                       | 365          | 5,04         |             |             |
|                          |                          |                          |                          |              |              |             |             |
| Suffrages exprimés       | Suffrages exprimés       | Suffrages exprimés       | Suffrages exprimés       | 7 236        | 93,20        | 7 001       | 90,23       |
| Votes blancs             | Votes blancs             | Votes blancs             | Votes blancs             | 335          | 4,31         | 492         | 6,34        |
| Votes nuls               | Votes nuls               | Votes nuls               | Votes nuls               | 193          | 2,49         | 266         | 3,43        |
| Total                    | Total                    | Total                    | Total                    | 7 236        | 100          | 7 759       | 100         |
| Abstention               | Abstention               | Abstention               | Abstention               | 17 311       | 69,04        | 17 316      | 69,06       |
| Inscrits / participation | Inscrits / participation | Inscrits / participation | Inscrits / participation | 25 075       | 30,96        | 25 075      | 30,94       |

### Canton de Boulogne-sur-Mer-2
Conseillers sortants: Jean-Claude Étienne (PS) ; Pascale Lebon (PS)
| Candidats                | Candidats                | Partis                   | Nuance                   | Premier tour | Premier tour | Second tour | Second tour |
| Candidats                | Candidats                | Partis                   | Nuance                   | Voix         | %            | Voix        | %           |
| ------------------------ | ------------------------ | ------------------------ | ------------------------ | ------------ | ------------ | ----------- | ----------- |
|                          | Olivier Barbarin         | DVG                      | DVG                      | 4 601        | 44,81        | 7 660       | 100,00      |
|                          | Sandra Mille             | DVG                      | DVG                      | 4 601        | 44,81        | 7 660       | 100,00      |
|                          | Jean-Calude Étienne      | PS                       | SOC                      | 3 198        | 31,15        | Retrait     | Retrait     |
|                          | Pascale Lebon            | PS                       | SOC                      | 3 198        | 31,15        | Retrait     | Retrait     |
|                          | Antoine Golliot          | RN                       | RN                       | 1 630        | 15,87        |             |             |
|                          | Anne Ledoux              | RN                       | RN                       | 1 630        | 15,87        |             |             |
|                          | Alexis Bernamont         | EÉLV                     | ECO                      | 839          | 8,17         |             |             |
|                          | Guillemette Fessy        | EÉLV                     | ECO                      | 839          | 8,17         |             |             |
|                          |                          |                          |                          |              |              |             |             |
| Suffrages exprimés       | Suffrages exprimés       | Suffrages exprimés       | Suffrages exprimés       | 10 268       | 96,81        | 7 660       | 79,11       |
| Votes blancs             | Votes blancs             | Votes blancs             | Votes blancs             | 215          | 2,03         | 1 547       | 15,98       |
| Votes nuls               | Votes nuls               | Votes nuls               | Votes nuls               | 123          | 1,16         | 476         | 4,92        |
| Total                    | Total                    | Total                    | Total                    | 10 606       | 100          | 9 683       | 100         |
| Abstention               | Abstention               | Abstention               | Abstention               | 19 123       | 64,32        | 20 050      | 67,43       |
| Inscrits / participation | Inscrits / participation | Inscrits / participation | Inscrits / participation | 29 729       | 35,68        | 29 733      | 32,57       |

### Canton de Brebières
Conseillers sortants: Pierre Georget (PRG) ; Bénédicte Messeanne-Grobelny (PS)
| Candidats                | Candidats                    | Partis                   | Nuance                   | Premier tour | Premier tour | Second tour | Second tour |
| Candidats                | Candidats                    | Partis                   | Nuance                   | Voix         | %            | Voix        | %           |
| ------------------------ | ---------------------------- | ------------------------ | ------------------------ | ------------ | ------------ | ----------- | ----------- |
|                          | Pierre Georget               | PRG                      | DVG                      | 5 912        | 66,17        | 5 900       | 67,68       |
|                          | Bénédicte Messeanne-Grobelny | PS                       | DVG                      | 5 912        | 66,17        | 5 900       | 67,68       |
|                          | Agnès Caudron                | RN                       | RN                       | 3 022        | 33,83        | 2 818       | 32,32       |
|                          | Corentin Triplet             | RN                       | RN                       | 3 022        | 33,83        | 2 818       | 32,32       |
|                          |                              |                          |                          |              |              |             |             |
| Suffrages exprimés       | Suffrages exprimés           | Suffrages exprimés       | Suffrages exprimés       | 8 934        | 94,81        | 8 718       | 95,31       |
| Votes blancs             | Votes blancs                 | Votes blancs             | Votes blancs             | 345          | 3,66         | 316         | 3,45        |
| Votes nuls               | Votes nuls                   | Votes nuls               | Votes nuls               | 144          | 1,53         | 113         | 1,24        |
| Total                    | Total                        | Total                    | Total                    | 9 423        | 100          | 9 147       | 100         |
| Abstention               | Abstention                   | Abstention               | Abstention               | 15 844       | 62,71        | 16 136      | 63,82       |
| Inscrits / participation | Inscrits / participation     | Inscrits / participation | Inscrits / participation | 25 267       | 37,29        | 25 283      | 36,18       |

### Canton de Bruay-la-Buissière
Conseillers sortants: Bernard Cailliau (PS) ; Isabelle Levent (PS)
| Candidats                | Candidats                | Partis                   | Nuance                   | Premier tour | Premier tour | Second tour | Second tour |
| Candidats                | Candidats                | Partis                   | Nuance                   | Voix         | %            | Voix        | %           |
| ------------------------ | ------------------------ | ------------------------ | ------------------------ | ------------ | ------------ | ----------- | ----------- |
|                          | Ludovic Pajot            | RN                       | RN                       | 5 105        | 55,17        | 5 554       | 60,02       |
|                          | Marie-Line Plouviez      | RN                       | RN                       | 5 105        | 55,17        | 5 554       | 60,02       |
|                          | Dany Clairet             | DVG                      | DVG                      | 2 261        | 24,43        | 3 700       | 39,98       |
|                          | Isabelle Levent          | PS                       | DVG                      | 2 261        | 24,43        | 3 700       | 39,98       |
|                          | Daniel Dewalle           | PCF                      | UGE                      | 1 364        | 14,74        |             |             |
|                          | Lisette Sudic            | EÉLV                     | UGE                      | 1 364        | 14,74        |             |             |
|                          | Pascale Hourriez         | DVG                      | DVG                      | 524          | 5,66         |             |             |
|                          | Frédéric Lesieux         | DVG                      | DVG                      | 524          | 5,66         |             |             |
|                          |                          |                          |                          |              |              |             |             |
| Suffrages exprimés       | Suffrages exprimés       | Suffrages exprimés       | Suffrages exprimés       | 9 254        | 95,75        | 9 254       | 94,09       |
| Votes blancs             | Votes blancs             | Votes blancs             | Votes blancs             | 264          | 2,73         | 363         | 3,69        |
| Votes nuls               | Votes nuls               | Votes nuls               | Votes nuls               | 147          | 1,52         | 218         | 2,22        |
| Total                    | Total                    | Total                    | Total                    | 9 665        | 100          | 9 835       | 100         |
| Abstention               | Abstention               | Abstention               | Abstention               | 16 373       | 62,88        | 16 214      | 62,24       |
| Inscrits / participation | Inscrits / participation | Inscrits / participation | Inscrits / participation | 26 038       | 37,12        | 26 049      | 37,76       |

### Canton de Bully-les-Mines
Conseillers sortants: Nicole Gruson (PS) ; Alain Lefebvre (PS)
| Candidats                | Candidats                | Partis                   | Nuance                   | Premier tour | Premier tour | Second tour | Second tour |
| Candidats                | Candidats                | Partis                   | Nuance                   | Voix         | %            | Voix        | %           |
| ------------------------ | ------------------------ | ------------------------ | ------------------------ | ------------ | ------------ | ----------- | ----------- |
|                          | Anouck Breton            | PCF                      | UG                       | 4 495        | 42,06        | 6 518       | 62,87       |
|                          | François Lemaire         | PS                       | UG                       | 4 495        | 42,06        | 6 518       | 62,87       |
|                          | Jimmy Delestienne        | RN                       | RN                       | 3 359        | 31,43        | 3 849       | 37,13       |
|                          | Caroline Meloni          | RN                       | RN                       | 3 359        | 31,43        | 3 849       | 37,13       |
|                          | Laurent Poissant         | DVG                      | DVG                      | 2 834        | 26,52        |             |             |
|                          | Alexandra Portais        | DVG                      | DVG                      | 2 834        | 26,52        |             |             |
|                          |                          |                          |                          |              |              |             |             |
| Suffrages exprimés       | Suffrages exprimés       | Suffrages exprimés       | Suffrages exprimés       | 10 688       | 94,76        | 10 367      | 93,32       |
| Votes blancs             | Votes blancs             | Votes blancs             | Votes blancs             | 415          | 3,68         | 464         | 4,18        |
| Votes nuls               | Votes nuls               | Votes nuls               | Votes nuls               | 176          | 1,56         | 278         | 2,50        |
| Total                    | Total                    | Total                    | Total                    | 11 279       | 100          | 11 109      | 100         |
| Abstention               | Abstention               | Abstention               | Abstention               | 22 250       | 66,36        | 22 428      | 66,88       |
| Inscrits / participation | Inscrits / participation | Inscrits / participation | Inscrits / participation | 33 529       | 33,64        | 33 537      | 33,12       |

### Canton de Calais-1
Conseillers sortants: Maïté Friscourt (LR) ; Michel Hamy (DVD)
| Candidats                | Candidats                | Partis                   | Nuance                   | Premier tour | Premier tour | Second tour | Second tour |
| Candidats                | Candidats                | Partis                   | Nuance                   | Voix         | %            | Voix        | %           |
| ------------------------ | ------------------------ | ------------------------ | ------------------------ | ------------ | ------------ | ----------- | ----------- |
|                          | Maïté Friscourt          | LR                       | DVD                      | 3 628        | 43,81        | 5 755       | 71,22       |
|                          | Guy Heddebaux            | DVD                      | DVD                      | 3 628        | 43,81        | 5 755       | 71,22       |
|                          | Aurélie Crebouw          | RN                       | RN                       | 2 159        | 26,07        | 2 326       | 28,78       |
|                          | Jean-Marc Ponthieu       | RN                       | RN                       | 2 159        | 26,07        | 2 326       | 28,78       |
|                          | Linda Krawczyk           | DVG                      | UGE                      | 1 962        | 23,69        |             |             |
|                          | Jean-Pierre Moussaly     | EÉLV                     | UGE                      | 1 962        | 23,69        |             |             |
|                          | François Duvette         | DVC                      | UC                       | 533          | 6,44         |             |             |
|                          | Dominique Piedfort       | LREM                     | UC                       | 533          | 6,44         |             |             |
|                          |                          |                          |                          |              |              |             |             |
| Suffrages exprimés       | Suffrages exprimés       | Suffrages exprimés       | Suffrages exprimés       | 8 282        | 95,13        | 8 081       | 91,23       |
| Votes blancs             | Votes blancs             | Votes blancs             | Votes blancs             | 146          | 1,68         | 493         | 5,57        |
| Votes nuls               | Votes nuls               | Votes nuls               | Votes nuls               | 278          | 3,19         | 284         | 3,21        |
| Total                    | Total                    | Total                    | Total                    | 8 706        | 100          | 8 858       | 100         |
| Abstention               | Abstention               | Abstention               | Abstention               | 19 759       | 69,42        | 19 613      | 68,89       |
| Inscrits / participation | Inscrits / participation | Inscrits / participation | Inscrits / participation | 28 465       | 30,58        | 28 471      | 31,11       |

### Canton de Calais-2
Conseillers sortants: Ludovic Loquet (LREM) ; Caroline Matrat (DVG)
| Candidats                | Candidats                | Partis                   | Nuance                   | Premier tour | Premier tour | Second tour | Second tour |
| Candidats                | Candidats                | Partis                   | Nuance                   | Voix         | %            | Voix        | %           |
| ------------------------ | ------------------------ | ------------------------ | ------------------------ | ------------ | ------------ | ----------- | ----------- |
|                          | Ludovic Loquet           | DVG                      | DVG                      | 3 971        | 44,13        | 6 174       | 70,13       |
|                          | Caroline Matrat          | DVG                      | DVG                      | 3 971        | 44,13        | 6 174       | 70,13       |
|                          | Christine Engrand        | RN                       | RN                       | 2 153        | 23,93        | 2 630       | 29,87       |
|                          | Cédric Fasquelle         | RN                       | RN                       | 2 153        | 23,93        | 2 630       | 29,87       |
|                          | Edwige Leblond-Kelle     | DVD                      | DVD                      | 2 108        | 23,43        |             |             |
|                          | Christian-Jacques Sery   | DVD                      | DVD                      | 2 108        | 23,43        |             |             |
|                          | Christian Louchez        | EÉLV                     | UGE                      | 766          | 8,51         |             |             |
|                          | Aurélie Pierre-Meriaux   | LFI                      | UGE                      | 766          | 8,51         |             |             |
|                          |                          |                          |                          |              |              |             |             |
| Suffrages exprimés       | Suffrages exprimés       | Suffrages exprimés       | Suffrages exprimés       | 8 998        | 96,44        | 8 804       | 92,38       |
| Votes blancs             | Votes blancs             | Votes blancs             | Votes blancs             | 163          | 1,75         | 422         | 4,43        |
| Votes nuls               | Votes nuls               | Votes nuls               | Votes nuls               | 169          | 1,81         | 304         | 3,19        |
| Total                    | Total                    | Total                    | Total                    | 9 330        | 100          | 9 530       | 100         |
| Abstention               | Abstention               | Abstention               | Abstention               | 20 024       | 68,22        | 19 827      | 67,54       |
| Inscrits / participation | Inscrits / participation | Inscrits / participation | Inscrits / participation | 29 354       | 31,78        | 29 357      | 32,46       |

### Canton de Calais-3
Conseillers sortants: Stéphanie Guizelain (UDI) ; Philippe Mignonnet (DVD)
| Candidats                | Candidats                | Partis                   | Nuance                   | Premier tour | Premier tour | Second tour | Second tour |
| Candidats                | Candidats                | Partis                   | Nuance                   | Voix         | %            | Voix        | %           |
| ------------------------ | ------------------------ | ------------------------ | ------------------------ | ------------ | ------------ | ----------- | ----------- |
|                          | Stéphanie Guizelain      | UDI                      | DVD                      | 3 152        | 45,60        | 4 370       | 64,73       |
|                          | Philippe Mignonnet       | DVD                      | DVD                      | 3 152        | 45,60        | 4 370       | 64,73       |
|                          | Martine Boucher          | RN                       | RN                       | 2 040        | 29,51        | 2 381       | 35,27       |
|                          | Marc de Fleurian         | RN                       | RN                       | 2 040        | 29,51        | 2 381       | 35,27       |
|                          | Virginie Quenez          | PCF                      | UG                       | 1 720        | 24,88        |             |             |
|                          | Nicolas Vernalde         | PS                       | UG                       | 1 720        | 24,88        |             |             |
|                          |                          |                          |                          |              |              |             |             |
| Suffrages exprimés       | Suffrages exprimés       | Suffrages exprimés       | Suffrages exprimés       | 6 912        | 96,24        | 6 751       | 91,65       |
| Votes blancs             | Votes blancs             | Votes blancs             | Votes blancs             | 41           | 0,57         | 368         | 5,00        |
| Votes nuls               | Votes nuls               | Votes nuls               | Votes nuls               | 229          | 3,19         | 247         | 3,35        |
| Total                    | Total                    | Total                    | Total                    | 7 182        | 100          | 7 366       | 100         |
| Abstention               | Abstention               | Abstention               | Abstention               | 21 531       | 74,99        | 21 357      | 74,36       |
| Inscrits / participation | Inscrits / participation | Inscrits / participation | Inscrits / participation | 28 713       | 25,01        | 28 723      | 25,64       |

### Canton de Carvin
Conseillers sortants: Daniel Maciejasz (PS) ; Patricia Rousseau (PS)
| Candidats                | Candidats                | Partis                   | Nuance                   | Premier tour | Premier tour | Second tour | Second tour |
| Candidats                | Candidats                | Partis                   | Nuance                   | Voix         | %            | Voix        | %           |
| ------------------------ | ------------------------ | ------------------------ | ------------------------ | ------------ | ------------ | ----------- | ----------- |
|                          | Daniel Maciejasz         | PS                       | SOC                      | 3 409        | 43,38        | 4 812       | 61,18       |
|                          | Cécile Yosbergue         | PS                       | SOC                      | 3 409        | 43,38        | 4 812       | 61,18       |
|                          | Arnaud de Rigné          | RN                       | RN                       | 2 627        | 33,43        | 3 053       | 38,82       |
|                          | Annie Kaczor             | RN                       | RN                       | 2 627        | 33,43        | 3 053       | 38,82       |
|                          | Jean-Luc Raymond         | DVG                      | DVG                      | 986          | 12,55        |             |             |
|                          | Patricia Rousseau        | DVG                      | DVG                      | 986          | 12,55        |             |             |
|                          | Pascaline Blanchard      | EÉLV                     | ECO                      | 837          | 10,65        |             |             |
|                          | Bruno Mezere             | EÉLV                     | ECO                      | 837          | 10,65        |             |             |
|                          |                          |                          |                          |              |              |             |             |
| Suffrages exprimés       | Suffrages exprimés       | Suffrages exprimés       | Suffrages exprimés       | 7 859        | 96,31        | 7 865       | 95,87       |
| Votes blancs             | Votes blancs             | Votes blancs             | Votes blancs             | 181          | 2,22         | 183         | 2,23        |
| Votes nuls               | Votes nuls               | Votes nuls               | Votes nuls               | 120          | 1,47         | 156         | 1,90        |
| Total                    | Total                    | Total                    | Total                    | 8 160        | 100          | 8 204       | 100         |
| Abstention               | Abstention               | Abstention               | Abstention               | 18 156       | 68,99        | 18 121      | 68,84       |
| Inscrits / participation | Inscrits / participation | Inscrits / participation | Inscrits / participation | 26 316       | 31,01        | 26 325      | 31,16       |

### Canton de Desvres
Conseillers sortants: Pascale Buret (PS) ; Aimé Herduin (PS)
| Candidats                | Candidats                | Partis                   | Nuance                   | Premier tour | Premier tour | Second tour | Second tour |
| Candidats                | Candidats                | Partis                   | Nuance                   | Voix         | %            | Voix        | %           |
| ------------------------ | ------------------------ | ------------------------ | ------------------------ | ------------ | ------------ | ----------- | ----------- |
|                          | Brigitte Bourguignon     | LREM                     | UC                       | 3 707        | 33,14        | 7 137       | 66,37       |
|                          | Marc Sarpaux             | LREM                     | UC                       | 3 707        | 33,14        | 7 137       | 66,37       |
|                          | Sophie Dufeutrel         | RN                       | RN                       | 2 587        | 23,13        | 3 616       | 33,63       |
|                          | Claude Lépine            | RN                       | RN                       | 2 587        | 23,13        | 3 616       | 33,63       |
|                          | Valérie Cormont          | MRC                      | UG                       | 2 141        | 19,14        |             |             |
|                          | Aimé Herduin             | PS                       | UG                       | 2 141        | 19,14        |             |             |
|                          | Pierre-Édouard Davies    | LR                       | LR                       | 2 035        | 18,19        |             |             |
|                          | Myriam de Prémont        | LR                       | LR                       | 2 035        | 18,19        |             |             |
|                          | Patricia Duvieubourg     | PCF                      | COM                      | 715          | 6,39         |             |             |
|                          | Alain Libert             | PCF                      | COM                      | 715          | 6,39         |             |             |
|                          |                          |                          |                          |              |              |             |             |
| Suffrages exprimés       | Suffrages exprimés       | Suffrages exprimés       | Suffrages exprimés       | 11 185       | 95,22        | 10 753      | 89,11       |
| Votes blancs             | Votes blancs             | Votes blancs             | Votes blancs             | 345          | 2,94         | 800         | 6,63        |
| Votes nuls               | Votes nuls               | Votes nuls               | Votes nuls               | 216          | 1,84         | 514         | 4,26        |
| Total                    | Total                    | Total                    | Total                    | 11 746       | 100          | 12 067      | 100         |
| Abstention               | Abstention               | Abstention               | Abstention               | 22 910       | 66,11        | 22 609      | 65,20       |
| Inscrits / participation | Inscrits / participation | Inscrits / participation | Inscrits / participation | 34 656       | 33,89        | 34 676      | 34,80       |

### Canton de Douvrin
Conseillers sortants: Odette Duriez (PS) ; Frédéric Wallet (PS)
| Candidats                | Candidats                | Partis                   | Nuance                   | Premier tour | Premier tour | Second tour | Second tour |
| Candidats                | Candidats                | Partis                   | Nuance                   | Voix         | %            | Voix        | %           |
| ------------------------ | ------------------------ | ------------------------ | ------------------------ | ------------ | ------------ | ----------- | ----------- |
|                          | Alain de Carrion         | MDC                      | DVG                      | 3 262        | 32,78        | 5 859       | 58,79       |
|                          | Séverine Gosselin        | DVG                      | DVG                      | 3 262        | 32,78        | 5 859       | 58,79       |
|                          | Sylvie Creton            | RN                       | RN                       | 3 060        | 30,75        | 4 107       | 41,21       |
|                          | Thomas Morelle           | RN                       | RN                       | 3 060        | 30,75        | 4 107       | 41,21       |
|                          | Christel Braem           | DVG                      | DVG                      | 2 299        | 23,11        |             |             |
|                          | Jean-Michel Legrand      | DVG                      | DVG                      | 2 299        | 23,11        |             |             |
|                          | Gwenaelle Blond          | DVC                      | DVC                      | 903          | 9,08         |             |             |
|                          | Alexandre Davigny        | DVC                      | DVC                      | 903          | 9,08         |             |             |
|                          | Jean-Michel Andreau      | DLF                      | DSV                      | 426          | 4,28         |             |             |
|                          | Valérie Marconi          | DLF                      | DSV                      | 426          | 4,28         |             |             |
|                          |                          |                          |                          |              |              |             |             |
| Suffrages exprimés       | Suffrages exprimés       | Suffrages exprimés       | Suffrages exprimés       | 9 950        | 93,23        | 9 966       | 92,38       |
| Votes blancs             | Votes blancs             | Votes blancs             | Votes blancs             | 512          | 4,80         | 528         | 4,89        |
| Votes nuls               | Votes nuls               | Votes nuls               | Votes nuls               | 211          | 1,98         | 294         | 2,73        |
| Total                    | Total                    | Total                    | Total                    | 10 673       | 100          | 10 788      | 100         |
| Abstention               | Abstention               | Abstention               | Abstention               | 21 343       | 66,66        | 21 241      | 66,32       |
| Inscrits / participation | Inscrits / participation | Inscrits / participation | Inscrits / participation | 32 016       | 33,34        | 32 029      | 33,68       |

### Canton d'Étaples
Conseillers sortants: Philippe Fait (UDI) ; Geneviève Margueritte (UDI)
| Candidats                | Candidats                | Partis                   | Nuance                   | Premier tour | Premier tour | Second tour | Second tour |
| Candidats                | Candidats                | Partis                   | Nuance                   | Voix         | %            | Voix        | %           |
| ------------------------ | ------------------------ | ------------------------ | ------------------------ | ------------ | ------------ | ----------- | ----------- |
|                          | Philippe Fait            | UDI                      | DVD                      | 5 573        | 63,41        | 6 914       | 78,73       |
|                          | Geneviève Margueritte    | UDI                      | DVD                      | 5 573        | 63,41        | 6 914       | 78,73       |
|                          | Aurélie Baillet          | RN                       | RN                       | 1 895        | 21,56        | 1 868       | 21,27       |
|                          | Guillaume Delplanques    | RN                       | RN                       | 1 895        | 21,56        | 1 868       | 21,27       |
|                          | Ingrid Dewost            | DVG                      | DVG                      | 1 321        | 15,03        |             |             |
|                          | François Emmerlinck      | PS                       | DVG                      | 1 321        | 15,03        |             |             |
|                          |                          |                          |                          |              |              |             |             |
| Suffrages exprimés       | Suffrages exprimés       | Suffrages exprimés       | Suffrages exprimés       | 8 789        | 95,33        | 8 782       | 93,93       |
| Votes blancs             | Votes blancs             | Votes blancs             | Votes blancs             | 275          | 2,98         | 323         | 3,45        |
| Votes nuls               | Votes nuls               | Votes nuls               | Votes nuls               | 156          | 1,69         | 245         | 2,62        |
| Total                    | Total                    | Total                    | Total                    | 9 220        | 100          | 9 350       | 100         |
| Abstention               | Abstention               | Abstention               | Abstention               | 17 443       | 65,42        | 17 312      | 64,93       |
| Inscrits / participation | Inscrits / participation | Inscrits / participation | Inscrits / participation | 26 663       | 34,58        | 26 662      | 35,07       |

### Canton de Fruges
Conseillers sortants: Jean-Marie Lubret (DVD) ; Maïté Massart (DVD)
| Candidats                | Candidats                | Partis                   | Nuance                   | Premier tour | Premier tour | Second tour | Second tour |
| Candidats                | Candidats                | Partis                   | Nuance                   | Voix         | %            | Voix        | %           |
| ------------------------ | ------------------------ | ------------------------ | ------------------------ | ------------ | ------------ | ----------- | ----------- |
|                          | Alain Mecquignon         | PS                       | DVG                      | 4 374        | 45,36        | 5 494       | 58,02       |
|                          | Françoise Vasseur        | PS                       | DVG                      | 4 374        | 45,36        | 5 494       | 58,02       |
|                          | Nathalie Marinelli       | LR                       | DVD                      | 2 858        | 29,64        | 3 975       | 41,98       |
|                          | Nicolas Pichonnier       | LR                       | DVD                      | 2 858        | 29,64        | 3 975       | 41,98       |
|                          | Gwendoline Delbecq       | RN                       | RN                       | 2 411        | 25,00        |             |             |
|                          | Pierre-Antoine Podevin   | RN                       | RN                       | 2 411        | 25,00        |             |             |
|                          |                          |                          |                          |              |              |             |             |
| Suffrages exprimés       | Suffrages exprimés       | Suffrages exprimés       | Suffrages exprimés       | 9 643        | 93,68        | 9 469       | 90,97       |
| Votes blancs             | Votes blancs             | Votes blancs             | Votes blancs             | 341          | 3,31         | 533         | 5,12        |
| Votes nuls               | Votes nuls               | Votes nuls               | Votes nuls               | 310          | 3,01         | 407         | 3,91        |
| Total                    | Total                    | Total                    | Total                    | 10 294       | 100          | 10 409      | 100         |
| Abstention               | Abstention               | Abstention               | Abstention               | 13 588       | 56,90        | 13 469      | 56,41       |
| Inscrits / participation | Inscrits / participation | Inscrits / participation | Inscrits / participation | 23 882       | 43,10        | 23 878      | 43,59       |

### Canton d'Harnes
Conseillers sortants: Anthony Garenaux (RN) ; Guylaine Jacquart (RN)
| Candidats                | Candidats                | Partis                   | Nuance                   | Premier tour | Premier tour | Second tour | Second tour |
| Candidats                | Candidats                | Partis                   | Nuance                   | Voix         | %            | Voix        | %           |
| ------------------------ | ------------------------ | ------------------------ | ------------------------ | ------------ | ------------ | ----------- | ----------- |
|                          | Valérie Cuvillier        | PCF                      | DVG                      | 4 566        | 49,06        | 5 348       | 57,24       |
|                          | Philippe Duquesnoy       | PS                       | DVG                      | 4 566        | 49,06        | 5 348       | 57,24       |
|                          | Anthony Garenaux,        | RN                       | RN                       | 3 864        | 41,52        | 3 995       | 42,76       |
|                          | Guylaine Jacquart,       | RN                       | RN                       | 3 864        | 41,52        | 3 995       | 42,76       |
|                          | Saliha Benmostefa        | EÉLV                     | ECO                      | 877          | 9,42         |             |             |
|                          | Fabrice Pancerz          | EÉLV                     | ECO                      | 877          | 9,42         |             |             |
|                          |                          |                          |                          |              |              |             |             |
| Suffrages exprimés       | Suffrages exprimés       | Suffrages exprimés       | Suffrages exprimés       | 9 307        | 96,54        | 9 343       | 96,08       |
| Votes blancs             | Votes blancs             | Votes blancs             | Votes blancs             | 211          | 2,19         | 234         | 2,41        |
| Votes nuls               | Votes nuls               | Votes nuls               | Votes nuls               | 123          | 1,28         | 147         | 1,51        |
| Total                    | Total                    | Total                    | Total                    | 9 724        | 100          | 9 641       | 100         |
| Abstention               | Abstention               | Abstention               | Abstention               | 20 202       | 67,69        | 20 125      | 67,42       |
| Inscrits / participation | Inscrits / participation | Inscrits / participation | Inscrits / participation | 29 843       | 32,31        | 29 849      | 32,58       |

### Canton d'Hénin-Beaumont-1
Conseillers sortants: Maryse Poulain (RN) ; François Vial (RN) 
| Candidats                | Candidats                | Partis                   | Nuance                   | Premier tour | Premier tour | Second tour | Second tour |
| Candidats                | Candidats                | Partis                   | Nuance                   | Voix         | %            | Voix        | %           |
| ------------------------ | ------------------------ | ------------------------ | ------------------------ | ------------ | ------------ | ----------- | ----------- |
|                          | Maryse Poulain,          | RN                       | RN                       | 4 034        | 53,06        | 4 194       | 52,87       |
|                          | François Vial,           | RN                       | RN                       | 4 034        | 53,06        | 4 194       | 52,87       |
|                          | Marcello Della Franca    | PS                       | DVG                      | 3 254        | 42,80        | 3 738       | 47,13       |
|                          | Fabienne Dupuis          | PS                       | DVG                      | 3 254        | 42,80        | 3 738       | 47,13       |
|                          | Latifa Oulaaffas         | UDMF                     | DIV                      | 314          | 4,13         |             |             |
|                          | Lahcen Raiss             | UDMF                     | DIV                      | 314          | 4,13         |             |             |
|                          |                          |                          |                          |              |              |             |             |
| Suffrages exprimés       | Suffrages exprimés       | Suffrages exprimés       | Suffrages exprimés       | 7 602        | 95,10        | 7 932       | 95,45       |
| Votes blancs             | Votes blancs             | Votes blancs             | Votes blancs             | 231          | 2,89         | 202         | 2,43        |
| Votes nuls               | Votes nuls               | Votes nuls               | Votes nuls               | 161          | 2,01         | 176         | 2,12        |
| Total                    | Total                    | Total                    | Total                    | 7 994        | 100          | 8 310       | 100         |
| Abstention               | Abstention               | Abstention               | Abstention               | 16 309       | 67,11        | 15 993      | 65,81       |
| Inscrits / participation | Inscrits / participation | Inscrits / participation | Inscrits / participation | 24 303       | 32,89        | 24 303      | 34,19       |

### Canton d'Hénin-Beaumont-2
Conseillers sortants: Aurélia Beigneux (RN) ; Christopher Szczurek (RN) 
| Candidats                | Candidats                | Partis                   | Nuance                   | Premier tour | Premier tour | Second tour | Second tour |
| Candidats                | Candidats                | Partis                   | Nuance                   | Voix         | %            | Voix        | %           |
| ------------------------ | ------------------------ | ------------------------ | ------------------------ | ------------ | ------------ | ----------- | ----------- |
|                          | Steeve Briois            | RN                       | RN                       | 6 084        | 61,09        | 6 071       | 59,72       |
|                          | Marine Le Pen            | RN                       | RN                       | 6 084        | 61,09        | 6 071       | 59,72       |
|                          | Magali Bruyant           | EÉLV                     | DVG                      | 2 984        | 29,96        | 4 095       | 40,28       |
|                          | Christian Musial         | PS                       | DVG                      | 2 984        | 29,96        | 4 095       | 40,28       |
|                          | Katia Soltysiak          | LFI                      | DVG                      | 518          | 5,20         |             |             |
|                          | Gautier Weinmann         | LFI                      | DVG                      | 518          | 5,20         |             |             |
|                          | Zaïna Igdim              | UDMF                     | DIV                      | 373          | 3,75         |             |             |
|                          | Arnaud Kosbur            | UDMF                     | DIV                      | 373          | 3,75         |             |             |
|                          |                          |                          |                          |              |              |             |             |
| Suffrages exprimés       | Suffrages exprimés       | Suffrages exprimés       | Suffrages exprimés       | 9 959        | 95,78        | 10 166      | 96,40       |
| Votes blancs             | Votes blancs             | Votes blancs             | Votes blancs             | 281          | 2,70         | 219         | 2,08        |
| Votes nuls               | Votes nuls               | Votes nuls               | Votes nuls               | 158          | 1,52         | 161         | 1,53        |
| Total                    | Total                    | Total                    | Total                    | 10 398       | 100          | 10 546      | 100         |
| Abstention               | Abstention               | Abstention               | Abstention               | 20 588       | 66,44        | 20 451      | 65,98       |
| Inscrits / participation | Inscrits / participation | Inscrits / participation | Inscrits / participation | 30 997       | 33,56        | 30 986      | 34,02       |

### Canton de Lens
Conseillers sortants: Arianne Blomme (EXD) ; Hugues Sion (EXD)
| Candidats                | Candidats                | Partis                   | Nuance                   | Premier tour | Premier tour | Second tour | Second tour |
| Candidats                | Candidats                | Partis                   | Nuance                   | Voix         | %            | Voix        | %           |
| ------------------------ | ------------------------ | ------------------------ | ------------------------ | ------------ | ------------ | ----------- | ----------- |
|                          | Fatima Ait Chikhebbih    | PS                       | SOC                      | 3 026        | 37,63        | 4 584       | 57,70       |
|                          | Daniel Kruszka           | PS                       | SOC                      | 3 026        | 37,63        | 4 584       | 57,70       |
|                          | Bruno Clavet             | RN                       | RN                       | 2 982        | 37,08        | 3 360       | 42,30       |
|                          | Frédérique Lauwers       | RN                       | RN                       | 2 982        | 37,08        | 3 360       | 42,30       |
|                          | Lucien Châtelain         | DVG                      | UGE                      | 932          | 11,59        |             |             |
|                          | Naceira Vincent          | EÉLV                     | UGE                      | 932          | 11,59        |             |             |
|                          | Martine Belot Vasseur    | LR                       | LR                       | 897          | 11,16        |             |             |
|                          | Michel Lanoy             | LR                       | LR                       | 897          | 11,16        |             |             |
|                          | Said Oulaaffas           | UDMF                     | DIV                      | 204          | 2,54         |             |             |
|                          | Sandy Raiss              | UDMF                     | DIV                      | 204          | 2,54         |             |             |
|                          |                          |                          |                          |              |              |             |             |
| Suffrages exprimés       | Suffrages exprimés       | Suffrages exprimés       | Suffrages exprimés       | 8 041        | 95,15        | 7 944       | 93,90       |
| Votes blancs             | Votes blancs             | Votes blancs             | Votes blancs             | 279          | 3,30         | 315         | 3,72        |
| Votes nuls               | Votes nuls               | Votes nuls               | Votes nuls               | 131          | 1,55         | 201         | 2,38        |
| Total                    | Total                    | Total                    | Total                    | 8 451        | 100          | 8 460       | 100         |
| Abstention               | Abstention               | Abstention               | Abstention               | 21 013       | 71,32        | 21 009      | 71,29       |
| Inscrits / participation | Inscrits / participation | Inscrits / participation | Inscrits / participation | 29 464       | 28,68        | 29 469      | 28,71       |

### Canton de Liévin
Conseillers sortants: Laurent Duporge (PS) ; Evelyne Nachel (MDC)
| Candidats                | Candidats                | Partis                   | Nuance                   | Premier tour | Premier tour | Second tour | Second tour |
| Candidats                | Candidats                | Partis                   | Nuance                   | Voix         | %            | Voix        | %           |
| ------------------------ | ------------------------ | ------------------------ | ------------------------ | ------------ | ------------ | ----------- | ----------- |
|                          | Laurent Duporge          | PS                       | UG                       | 5 254        | 57,48        | 6 085       | 68,81       |
|                          | Evelyne Nachel           | MDC                      | UG                       | 5 254        | 57,48        | 6 085       | 68,81       |
|                          | Christelle Delaporte     | RN                       | RN                       | 2 425        | 26,53        | 2 758       | 31,19       |
|                          | Frédéric Lamotte         | RN                       | RN                       | 2 425        | 26,53        | 2 758       | 31,19       |
|                          | Marjorie Delonghai       | EÉLV                     | ECO                      | 846          | 9,26         |             |             |
|                          | Franck Robillard         | EÉLV                     | ECO                      | 846          | 9,26         |             |             |
|                          | Cindy Copin              | DLF                      | DSV                      | 378          | 4,14         |             |             |
|                          | Corentin Marquis         | DLF                      | DSV                      | 378          | 4,14         |             |             |
|                          | Pascale Tillier          | POID                     | EXG                      | 237          | 2,59         |             |             |
|                          | Christophe Van Lierde    | POID                     | EXG                      | 237          | 2,59         |             |             |
|                          |                          |                          |                          |              |              |             |             |
| Suffrages exprimés       | Suffrages exprimés       | Suffrages exprimés       | Suffrages exprimés       | 9 140        | 96,40        | 8 843       | 94,97       |
| Votes blancs             | Votes blancs             | Votes blancs             | Votes blancs             | 212          | 2,24         | 289         | 3,10        |
| Votes nuls               | Votes nuls               | Votes nuls               | Votes nuls               | 129          | 1,36         | 179         | 1,92        |
| Total                    | Total                    | Total                    | Total                    | 9 481        | 100          | 9 311       | 100         |
| Abstention               | Abstention               | Abstention               | Abstention               | 18 868       | 66,56        | 19 038      | 67,16       |
| Inscrits / participation | Inscrits / participation | Inscrits / participation | Inscrits / participation | 28 349       | 33,44        | 28 349      | 32,84       |

### Canton de Lillers
Conseillers sortants: Jacques Delaire (RN) ; Karine Haverlant (LP)
| Candidats                | Candidats                | Partis                   | Nuance                   | Premier tour | Premier tour | Second tour | Second tour |
| Candidats                | Candidats                | Partis                   | Nuance                   | Voix         | %            | Voix        | %           |
| ------------------------ | ------------------------ | ------------------------ | ------------------------ | ------------ | ------------ | ----------- | ----------- |
|                          | Carole Dubois            | PCF                      | COM                      | 3 025        | 28,08        | 6 467       | 62,33       |
|                          | René Hocq                | PCF                      | COM                      | 3 025        | 28,08        | 6 467       | 62,33       |
|                          | Jacques Delaire,         | RN                       | RN                       | 2 924        | 27,14        | 3 908       | 37,67       |
|                          | Guénaëlle Viardot        | RN                       | RN                       | 2 924        | 27,14        | 3 908       | 37,67       |
|                          | Stéphanie Leblanc        | DVG                      | DVG                      | 2 160        | 20,05        |             |             |
|                          | Arnaud Picque            | DVG                      | DVG                      | 2 160        | 20,05        |             |             |
|                          | Christophe Flajollet     | DVD                      | UCD                      | 1 857        | 17,24        |             |             |
|                          | Claudine Lambre          | DVD                      | UCD                      | 1 857        | 17,24        |             |             |
|                          | Amandine Quimbetz        | SE                       | DIV                      | 808          | 7,50         |             |             |
|                          | Morgan Vanyper           | SE                       | DIV                      | 808          | 7,50         |             |             |
|                          |                          |                          |                          |              |              |             |             |
| Suffrages exprimés       | Suffrages exprimés       | Suffrages exprimés       | Suffrages exprimés       | 10 774       | 95,20        | 10 375      | 91,01       |
| Votes blancs             | Votes blancs             | Votes blancs             | Votes blancs             | 342          | 3,02         | 638         | 5,60        |
| Votes nuls               | Votes nuls               | Votes nuls               | Votes nuls               | 201          | 1,78         | 387         | 3,39        |
| Total                    | Total                    | Total                    | Total                    | 11 317       | 100          | 11 400      | 100         |
| Abstention               | Abstention               | Abstention               | Abstention               | 17 630       | 60,90        | 17 550      | 60,62       |
| Inscrits / participation | Inscrits / participation | Inscrits / participation | Inscrits / participation | 28 947       | 39,10        | 28 950      | 39,38       |

### Canton de Longuenesse
Conseillers sortants: Rachid Ben Amor (DVD) ; Laurence Delaval (LREM)
| Candidats                | Candidats                | Partis                   | Nuance                   | Premier tour | Premier tour | Second tour | Second tour |
| Candidats                | Candidats                | Partis                   | Nuance                   | Voix         | %            | Voix        | %           |
| ------------------------ | ------------------------ | ------------------------ | ------------------------ | ------------ | ------------ | ----------- | ----------- |
|                          | Delphine Duwicquet       | PS                       | DVG                      | 3 679        | 44,30        | 5 279       | 65,91       |
|                          | Benoît Roussel           | DVG                      | DVG                      | 3 679        | 44,30        | 5 279       | 65,91       |
|                          | Rachid Ben Amor          | DVD                      | DVC                      | 2 047        | 24,65        | 2 731       | 34,09       |
|                          | Alison Leroux            | DVC                      | DVC                      | 2 047        | 24,65        | 2 731       | 34,09       |
|                          | Jean-Paul Darques        | RN                       | RN                       | 1 774        | 21,36        |             |             |
|                          | Nathalie Matta           | RN                       | RN                       | 1 774        | 21,36        |             |             |
|                          | Thibaut Kuehn            | EÉLV                     | ECO                      | 805          | 9,69         |             |             |
|                          | Hélène Polaert           | EÉLV                     | ECO                      | 805          | 9,69         |             |             |
|                          |                          |                          |                          |              |              |             |             |
| Suffrages exprimés       | Suffrages exprimés       | Suffrages exprimés       | Suffrages exprimés       | 8 305        | 95,93        | 8 010       | 92,34       |
| Votes blancs             | Votes blancs             | Votes blancs             | Votes blancs             | 169          | 1,95         | 360         | 4,15        |
| Votes nuls               | Votes nuls               | Votes nuls               | Votes nuls               | 183          | 2,11         | 304         | 3,50        |
| Total                    | Total                    | Total                    | Total                    | 8 657        | 100          | 8 674       | 100         |
| Abstention               | Abstention               | Abstention               | Abstention               | 15 172       | 63,67        | 15 165      | 63,61       |
| Inscrits / participation | Inscrits / participation | Inscrits / participation | Inscrits / participation | 23 829       | 36,33        | 23 839      | 36,39       |

### Canton de Lumbres
Conseillers sortants: Blandine Drain (PS) ; Jean-Claude Leroy (PS)
| Candidats                | Candidats                | Partis                   | Nuance                   | Premier tour | Premier tour |
| Candidats                | Candidats                | Partis                   | Nuance                   | Voix         | %            |
| ------------------------ | ------------------------ | ------------------------ | ------------------------ | ------------ | ------------ |
|                          | Blandine Drain           | PS                       | SOC                      | 6 494        | 68,39        |
|                          | Jean-Claude Leroy        | PS                       | SOC                      | 6 494        | 68,39        |
|                          | Élodie Celer             | RN                       | RN                       | 1 804        | 19,00        |
|                          | Xavier Lesot             | RN                       | RN                       | 1 804        | 19,00        |
|                          | Solange Courbot          | DVD                      | LR                       | 1 197        | 12,61        |
|                          | Lucas Roseuw             | LR                       | LR                       | 1 197        | 12,61        |
|                          |                          |                          |                          |              |              |
| Suffrages exprimés       | Suffrages exprimés       | Suffrages exprimés       | Suffrages exprimés       | 9 495        | 95,56        |
| Votes blancs             | Votes blancs             | Votes blancs             | Votes blancs             | 249          | 2,51         |
| Votes nuls               | Votes nuls               | Votes nuls               | Votes nuls               | 192          | 1,93         |
| Total                    | Total                    | Total                    | Total                    | 9 936        | 100          |
| Abstention               | Abstention               | Abstention               | Abstention               | 14 304       | 59,01        |
| Inscrits / participation | Inscrits / participation | Inscrits / participation | Inscrits / participation | 24 240       | 40,99        |

### Canton de Marck
Conseillers sortants: Nicole Chevalier (DVD) ; Frédéric Melchior (DVD)
| Candidats                | Candidats                | Partis                   | Nuance                   | Premier tour | Premier tour | Second tour | Second tour |
| Candidats                | Candidats                | Partis                   | Nuance                   | Voix         | %            | Voix        | %           |
| ------------------------ | ------------------------ | ------------------------ | ------------------------ | ------------ | ------------ | ----------- | ----------- |
|                          | Nicole Chevalier         | DVD                      | DVD                      | 4 910        | 46,76        | 6 084       | 59,81       |
|                          | Frédéric Melchior        | DVD                      | DVD                      | 4 910        | 46,76        | 6 084       | 59,81       |
|                          | Clotilde Beaufils        | DVG                      | DIV                      | 3 486        | 33,20        | 4 089       | 40,19       |
|                          | Olivier Majewicz         | DVG                      | DIV                      | 3 486        | 33,20        | 4 089       | 40,19       |
|                          | Valérie Declerck         | RN                       | RN                       | 2 105        | 20,05        |             |             |
|                          | Philippe Olivier         | RN                       | RN                       | 2 105        | 20,05        |             |             |
|                          |                          |                          |                          |              |              |             |             |
| Suffrages exprimés       | Suffrages exprimés       | Suffrages exprimés       | Suffrages exprimés       | 10 501       | 96,57        | 10 173      | 94,27       |
| Votes blancs             | Votes blancs             | Votes blancs             | Votes blancs             | 228          | 2,10         | 333         | 3,09        |
| Votes nuls               | Votes nuls               | Votes nuls               | Votes nuls               | 145          | 1,33         | 285         | 2,64        |
| Total                    | Total                    | Total                    | Total                    | 10 874       | 100          | 10 791      | 100         |
| Abstention               | Abstention               | Abstention               | Abstention               | 17 599       | 61,81        | 17 685      | 62,10       |
| Inscrits / participation | Inscrits / participation | Inscrits / participation | Inscrits / participation | 28 473       | 38,19        | 28 476      | 37,90       |

### Canton de Nœux-les-Mines
Conseillers sortants: Michel Dagbert (PS) ; Karine Gauthier (PS)
| Candidats                | Candidats                | Partis                   | Nuance                   | Premier tour | Premier tour | Second tour | Second tour |
| Candidats                | Candidats                | Partis                   | Nuance                   | Voix         | %            | Voix        | %           |
| ------------------------ | ------------------------ | ------------------------ | ------------------------ | ------------ | ------------ | ----------- | ----------- |
|                          | Michel Dagbert           | PS                       | SOC                      | 5 115        | 51,02        | 6 125       | 60,11       |
|                          | Karine Gauthier          | PS                       | SOC                      | 5 115        | 51,02        | 6 125       | 60,11       |
|                          | Jérôme Antochewicz       | RN                       | RN                       | 3 805        | 37,95        | 4 065       | 39,89       |
|                          | Amandine Himblot         | RN                       | RN                       | 3 805        | 37,95        | 4 065       | 39,89       |
|                          | Roxane Lenoir            | DVG                      | DVG                      | 1 106        | 11,03        |             |             |
|                          | Rémy Majorczyk           | DVG                      | DVG                      | 1 106        | 11,03        |             |             |
|                          |                          |                          |                          |              |              |             |             |
| Suffrages exprimés       | Suffrages exprimés       | Suffrages exprimés       | Suffrages exprimés       | 10 026       | 93,93        | 10 190      | 94,56       |
| Votes blancs             | Votes blancs             | Votes blancs             | Votes blancs             | 442          | 4,14         | 365         | 3,39        |
| Votes nuls               | Votes nuls               | Votes nuls               | Votes nuls               | 206          | 1,93         | 221         | 2,05        |
| Total                    | Total                    | Total                    | Total                    | 10 674       | 100          | 10 776      | 100         |
| Abstention               | Abstention               | Abstention               | Abstention               | 21 095       | 66,40        | 20 998      | 66,09       |
| Inscrits / participation | Inscrits / participation | Inscrits / participation | Inscrits / participation | 31 769       | 33,60        | 31 774      | 33,91       |

### Canton d'Outreau
Conseillers sortants: Annie Brunet (PS) ; Sébastien Chochois (PS)
| Candidats                | Candidats                | Partis                   | Nuance                   | Premier tour | Premier tour | Second tour | Second tour |
| Candidats                | Candidats                | Partis                   | Nuance                   | Voix         | %            | Voix        | %           |
| ------------------------ | ------------------------ | ------------------------ | ------------------------ | ------------ | ------------ | ----------- | ----------- |
|                          | Sébastien Chochois       | PS                       | UG                       | 6 008        | 66,59        | 6 488       | 73,05       |
|                          | Brigitte Passebosc       | PCF                      | UG                       | 6 008        | 66,59        | 6 488       | 73,05       |
|                          | Fabienne Guérin          | RN                       | RN                       | 2 437        | 27,01        | 2 393       | 26,95       |
|                          | Thomas Pamart            | RN                       | RN                       | 2 437        | 27,01        | 2 393       | 26,95       |
|                          | Véronique Coffin         | LFI                      | FI                       | 578          | 6,41         |             |             |
|                          | Julien Magrit            | LFI                      | FI                       | 578          | 6,41         |             |             |
|                          |                          |                          |                          |              |              |             |             |
| Suffrages exprimés       | Suffrages exprimés       | Suffrages exprimés       | Suffrages exprimés       | 9 023        | 90,67        | 8 881       | 91,16       |
| Votes blancs             | Votes blancs             | Votes blancs             | Votes blancs             | 696          | 6,99         | 621         | 6,37        |
| Votes nuls               | Votes nuls               | Votes nuls               | Votes nuls               | 233          | 2,34         | 240         | 2,46        |
| Total                    | Total                    | Total                    | Total                    | 9 952        | 100          | 9 742       | 100         |
| Abstention               | Abstention               | Abstention               | Abstention               | 20 134       | 66,92        | 20 349      | 67,62       |
| Inscrits / participation | Inscrits / participation | Inscrits / participation | Inscrits / participation | 30 086       | 33,08        | 30 091      | 32,38       |

### Canton de Saint-Omer
Conseillers sortants: Bertrand Petit (PS) ; Sophie Warot-Lemaire (PS)
| Candidats                | Candidats                | Partis                   | Nuance                   | Premier tour | Premier tour | Second tour | Second tour |
| Candidats                | Candidats                | Partis                   | Nuance                   | Voix         | %            | Voix        | %           |
| ------------------------ | ------------------------ | ------------------------ | ------------------------ | ------------ | ------------ | ----------- | ----------- |
|                          | Bertrand Petit           | PS                       | SOC                      | 5 403        | 55,94        | 7 437       | 80,17       |
|                          | Sophie Warot             | PS                       | SOC                      | 5 403        | 55,94        | 7 437       | 80,17       |
|                          | Brigitte Bacquet         | RN                       | RN                       | 1 562        | 16,17        | 1 839       | 19,83       |
|                          | Pierre Declercq          | RN                       | RN                       | 1 562        | 16,17        | 1 839       | 19,83       |
|                          | Philippe Boidin          | LR                       | DVD                      | 1 507        | 15,60        |             |             |
|                          | Laurence Joly            | DVD                      | DVD                      | 1 507        | 15,60        |             |             |
|                          | Raphaëlle Gatti          | EÉLV                     | ECO                      | 1 187        | 12,29        |             |             |
|                          | Jérémy Révillon          | EÉLV                     | ECO                      | 1 187        | 12,29        |             |             |
|                          |                          |                          |                          |              |              |             |             |
| Suffrages exprimés       | Suffrages exprimés       | Suffrages exprimés       | Suffrages exprimés       | 9 659        | 96,92        | 9 276       | 93,96       |
| Votes blancs             | Votes blancs             | Votes blancs             | Votes blancs             | 173          | 1,74         | 365         | 3,70        |
| Votes nuls               | Votes nuls               | Votes nuls               | Votes nuls               | 134          | 1,34         | 231         | 2,34        |
| Total                    | Total                    | Total                    | Total                    | 9 966        | 100          | 9 872       | 100         |
| Abstention               | Abstention               | Abstention               | Abstention               | 14 979       | 60,05        | 15 076      | 60,43       |
| Inscrits / participation | Inscrits / participation | Inscrits / participation | Inscrits / participation | 24 945       | 39,95        | 24 948      | 39,57       |

### Canton de Saint-Pol-sur-Ternoise
Conseillers sortants: Claude Bachelet (LR) ; Ginette Beugnet (LREM)
| Candidats                | Candidats                | Partis                   | Nuance                   | Premier tour | Premier tour | Second tour | Second tour |
| Candidats                | Candidats                | Partis                   | Nuance                   | Voix         | %            | Voix        | %           |
| ------------------------ | ------------------------ | ------------------------ | ------------------------ | ------------ | ------------ | ----------- | ----------- |
|                          | Claude Bachelet          | LR                       | UCD                      | 4 662        | 49,04        | 6 566       | 69,01       |
|                          | Ingrid Gaillard          | DVD                      | UCD                      | 4 662        | 49,04        | 6 566       | 69,01       |
|                          | Bruno Roussel            | RN                       | RN                       | 2 552        | 26,85        | 2 948       | 30,99       |
|                          | Lydie Surelle            | RN                       | RN                       | 2 552        | 26,85        | 2 948       | 30,99       |
|                          | Ginette Beugnet          | LREM                     | DVC                      | 1 264        | 13,30        |             |             |
|                          | Hubert Degrève           | UDI                      | DVC                      | 1 264        | 13,30        |             |             |
|                          | Raphaël Mequignon        | PCF                      | COM                      | 1 028        | 10,81        |             |             |
|                          | Marie-Lise Rigaux        | DVG                      | COM                      | 1 028        | 10,81        |             |             |
|                          |                          |                          |                          |              |              |             |             |
| Suffrages exprimés       | Suffrages exprimés       | Suffrages exprimés       | Suffrages exprimés       | 9 506        | 94,54        | 9 514       | 92,20       |
| Votes blancs             | Votes blancs             | Votes blancs             | Votes blancs             | 348          | 3,46         | 526         | 5,10        |
| Votes nuls               | Votes nuls               | Votes nuls               | Votes nuls               | 201          | 2,00         | 279         | 2,70        |
| Total                    | Total                    | Total                    | Total                    | 10 055       | 100          | 10 319      | 100         |
| Abstention               | Abstention               | Abstention               | Abstention               | 14 434       | 58,94        | 14 169      | 57,86       |
| Inscrits / participation | Inscrits / participation | Inscrits / participation | Inscrits / participation | 24 489       | 41,06        | 24 488      | 42,14       |

### Canton de Wingles
Conseillers sortants: Daisy Duveau (RN) ; Antoine Ibba (RN)
| Candidats                | Candidats                | Partis                   | Nuance                   | Premier tour | Premier tour | Second tour | Second tour |
| Candidats                | Candidats                | Partis                   | Nuance                   | Voix         | %            | Voix        | %           |
| ------------------------ | ------------------------ | ------------------------ | ------------------------ | ------------ | ------------ | ----------- | ----------- |
|                          | André Kuchcinski         | PS                       | DVG                      | 5 642        | 60,99        | 5 677       | 61,37       |
|                          | Laurence Louchaert       | PCF                      | DVG                      | 5 642        | 60,99        | 5 677       | 61,37       |
|                          | Daisy Duveau,            | RN                       | RN                       | 3 609        | 39,01        | 3 574       | 38,63       |
|                          | Antoine Ibba,            | RN                       | RN                       | 3 609        | 39,01        | 3 574       | 38,63       |
|                          |                          |                          |                          |              |              |             |             |
| Suffrages exprimés       | Suffrages exprimés       | Suffrages exprimés       | Suffrages exprimés       | 9 251        | 94,99        | 9 251       | 95,67       |
| Votes blancs             | Votes blancs             | Votes blancs             | Votes blancs             | 284          | 2,92         | 243         | 2,51        |
| Votes nuls               | Votes nuls               | Votes nuls               | Votes nuls               | 204          | 2,09         | 176         | 1,82        |
| Total                    | Total                    | Total                    | Total                    | 9 739        | 100          | 9 670       | 100         |
| Abstention               | Abstention               | Abstention               | Abstention               | 22 218       | 69,52        | 22 251      | 69,71       |
| Inscrits / participation | Inscrits / participation | Inscrits / participation | Inscrits / participation | 31 957       | 30,48        | 31 921      | 30,29       |